# Karl Schicker (Jurist)

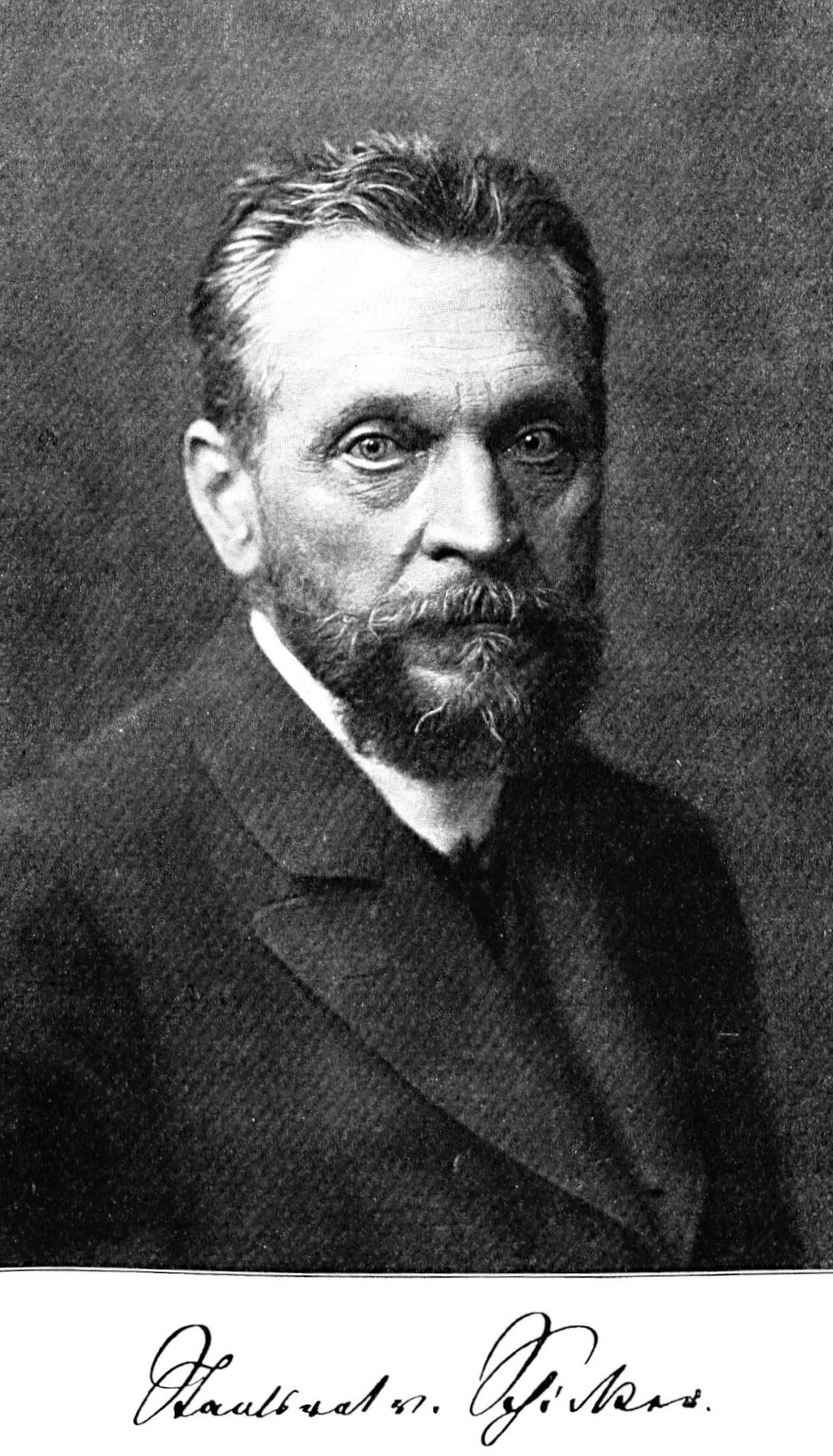
Karl von Schicker

Karl Schicker, später von Schicker (* 2. März 1847 in Füssen; † 5. Juni 1909 in Stuttgart) war ein württembergischer Jurist und Politiker.

## Leben
Schickers Vater war von Beruf Bezirksamtmann. Nach seinem Jura-Studium war Karl Schicker im bayerischen Gerichtswesen tätig. 1875 wechselte er in den württembergischen Verwaltungsdienst, wo er zunächst Amtmann in Heidenheim wurde. 1876 kam er als Hilfsarbeiter in das württembergische Ministerium des Innern, wo er bis 1904 zum Staatsrat aufstieg. 1882 wurde er zum stellvertretenden Bundesratsbevollmächtigten für Württemberg ernannt, blieb jedoch zunächst in Stuttgart. Erst nach 1894, nach der Ernennung zum württembergischen Bevollmächtigten zum Bundesrat ging er nach Berlin. In dieser Funktion arbeitete er an den drei großen Versicherungsgesetzen des Reiches und deren Durchführung mit. 1907 wurde ihm der Adelstitel verliehen. Neben seinem Hauptberuf verfasste Schicker verschiedene juristische Kommentare. Schicker starb an den Folgen eines Herzleidens.

## Veröffentlichungen
- Die Rechtsverhältnisse der selbständigen Gewerbetreibenden zu ihren Arbeitern nach dem Reichsgesetz und der Hilfskassenzwang. Kohlhammer, Stuttgart 1878–1879
  - Bd. 1: Hand-Ausgabe der abgeänderten Titel VII und folgende der Reichsgewerbeordnung mit Erläuterungen, 1878.
  - Bd. 2: Das Gesetzüber die eingeschriebenen Hülfskassen vom 7. April 1876: mit Commentar, den Vollziehungsverordnungen des Reichs und von Preußen, Bayern, Sachsen, Württemberg und Baden; sowie Musterstatuten, 1879.
- Die deutsche Gewerbeordnung, mit den Ausführungsbestimmungen. Kohlhammer, Stuttgart 1879.
- Das Polizeistrafrecht und Polizeistrafverfahren im Königreich Württemberg. 2 Bde. Kohlhammer, Stuttgart 1880.
- mit Karl von Zeyer: Das Allgemeine Sportelgesetz vom 24. März 1881: sammt den ergänzenden Vollzugsvorschriften. Kohlhammer, Stuttgart 1881.
- Die Reichsgesetze über die Krankversicherung der Arbeiter und über die eingeschriebenen Hülfskassen. Kohlhammer, Stuttgart 1884.
- Krankenpflegeversicherung: das Württembergische Gesetz vom 16. Dezember 1888 betr. die Krankenpflegeversicherung und die Ausführung des Reichsgesetzes vom 15. Juni 1883 über die Krankenversicherung der Arbeiter nebst Erläuterungen und Vollzugsvorschriften. Kohlhammer, Stuttgart 1889.
- Die Invaliditäts- und Altersversicherung: nach dem Reichsgesetz vom 22. Juni 1889 mit sämtlichen Ausführungs-Bestimmungen für das Königreich Württemberg. Kohlhammer, Stuttgart 1891.
- Die Organisation des Handwerks: Reichsgesetz vom 26. Juli 1897 mit Erläuterungen und Musterstatuten. Kohlhammer, Berlin 1898.